# Tyrrell Hatton

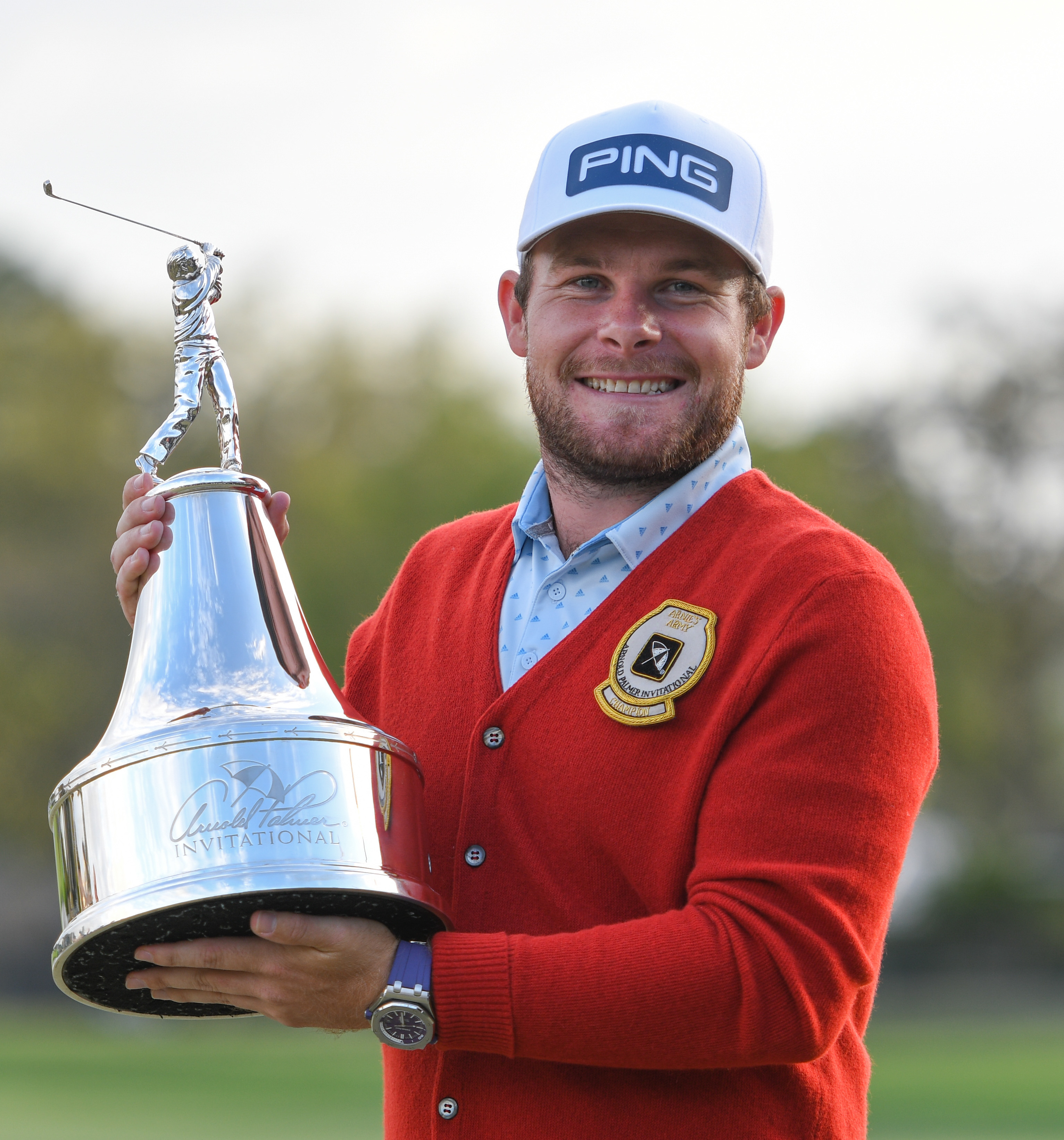
Tyrrell Hatton, 2020.

Tyrrell Glen Hatton, född 14 oktober 1991 i High Wycombe i England i Storbritannien, är en engelsk professionell golfspelare som spelar för Liv Golf och på PGA Tour och PGA European Tour. Han har tidigare spelat på Challenge Tour.
Hatton har vunnit sex European-vinster och en PGA Tour-vinst. Hans bästa resultat i majortävlingar är delad femte plats vid 2016 års The Open Championship. Hatton kom också på andra plats vid 2023 års The Players Championship.
Han deltog även i Ryder Cup för det europeiska laget för 2018, 2021 och 2023. Hatton och Europalaget vann 2018 och 2023 års tävlingar.